# Орваль (пиво)
Орва́ль (фр. Orval, букв. Золотая долина) — сорт траппистского пива, производимый на территории Орвальского аббатства в бельгийской провинции Люксембург.

## Описание
- Orval Trappist Ale (бутылки по 0,33 л, содержание алкоголя около 6,2 %) — наиболее распространённый сорт, доступный в продаже в магазинах
- Orval Vert, также Petit Orval (0,33 л, содержание алкоголя 3,5 %, без этикетки) — можно купить лишь в самом аббатстве и при пивоварне
- Монахи аббатства варят для собственного употребления более слабое пиво (с содержанием алкоголя ок. 1 %), которое не поступает в продажу.

После брожения объёмная доля этилового спирта составляет ок. 5,2 %. При розливе в пиво добавляют сахар и свежие дрожжи, и пиво дозревает дальше уже в бутылках. Поэтому на этикетках указано среднее значение крепости ок. 6,2 %.
Пиво Орваль довольно горькое (45—50 по шкале IBU), с привкусом хмеля и ароматом шалфея. Орваль вызревает несколько лет в тёмном подвале при температуре 10—15 °C. К пиву также положен особый бокал.
Ежегодно варятся около 38 000 гектолитров пива. Устройство для розлива пива рассчитано на 26 000 бутылок в час.

## Этикетка
На этикетке и бирдекеле изображена форель с золотым кольцом во рту, которая иллюстрирует легенду аббатства. Название Орваль происходит от фр. Le Val d'Or (Золотая долина). По легенде графиня Матильда Тосканская потеряла здесь золотое кольцо, а форель нашла и вернула его хозяйке. В благодарность графиня основала на этом месте монастырь.